# Горох посівний
Горо́х посівний (Pisum sativum) — вид квіткових рослин з родини бобові. Трав'яниста рослина, що широко вирощується на полях як зернобобова рослина.

## Опис

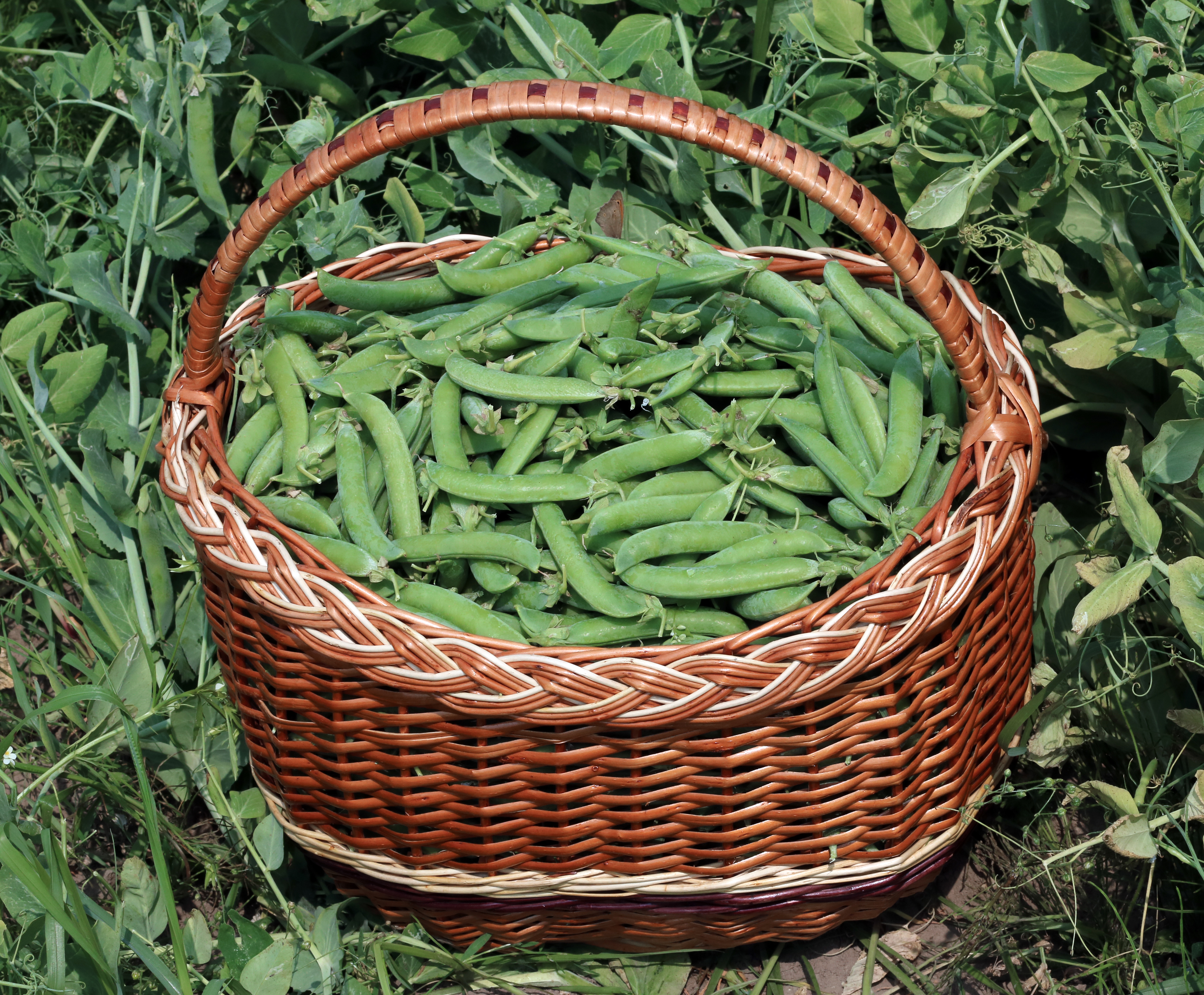
горох в стручках в кошику

Квітка гороху виглядає вельми своєрідно, вона схожа на сидячого метелика. П'ять пелюсток квітки гороху мають свої назви. Дві нижні зрощені пелюстки називаються човником, з боків розташовані пелюстки — весла, а верхній за формою нагадує вітрило. Чашечка, що має п'ять зубчиків, як ніби підтримує віночок знизу. Усередині віночка квітки є маточка, що являють собою вигнутий стовпчик, а також десять тичинок, причому тільки одна з них розташована окремо, а решта зрослася своїми нитками. Самозапилення у гороху здійснюється прямо у бутонах прихованих квіток.
Горох посівний має тонке і крихке стебло, тому щоб підтримувати його, від листя відходять гіллясті вусики, що чіпляються за різні предмети та інші рослини. Самі листя складні, і на одній ніжчі розташовані маленькі листочки декількома парами.
Для гороху та інших бобових рослин характерне утворення на коренях невеликих наростів — бульбочок. Такі утворення є наслідком діяльності специфічних бульбочкових бактерій. Ці бактерії потрапляють всередину кореня і розмножуються там, що викликає збільшення кореня у формі новоутворень. Цікаво, що бульбочкові бактерії переробляють атмосферний азот, а коли гинуть, ґрунт насичується азотними речовинами як добривами.
У сільському господарстві поля, де вирощували горох та інші бобові, засівають пізніше іншими культурами, частіше хлібними злаками, які завдяки отриманню азотних добрив дають хороший урожай.

## Історія
Горох — культура дуже давня. Походження її сягає своїм корінням і в буквальному і в переносному сенсі углиб століть. В Індії та Китаї він вважався символом добробуту, а на півдні нашої країни можна і зараз зустріти його дикорослі види.
Територіально батьківщиною гороху вважається Передня Азія. Це те місце, де він вперше увійшов в ужиток, а значить і в культуру людини. Звідти він запустив свої вусики в Південно-Західну Азію. А міцне вкорінення гороху в людській історії відбулося вже в кам'яній добі.
Епохою неоліту датовані ранні археологічні знахідки насіння гороху в Йорданії, Сирії та Туреччині. А те насіння, яке були знайдене в дельті Нілу в Давньому Єгипті, датою своєї теж можуть пишатися і неспроста, адже це аж 4800-4400 роки до нашої ери. Подібна знахідка була зроблена і в Грузії. Знайдені там гороши́ни датуються ще п'ятим тисячоліттям до нашої ери.
Дещо пізніше він з'явився в Афганістані — у 2000 році до нашої ери, а потім в Пакистані і на Північно-Заході Індії, а потім і на півдні цієї країни. Сталося це в 2250—1750 роках до н. е. Проходив процес поширення гороху як землеробської культури аж до другої половини другого тисячоліття до н. е. включно. Зараз же горох їдять як на континенті Євразія, так і в Австралії, і в Північній і Південній Америках.
Здавна горох має величезну популярність. А в стародавні часи на ярмарках торговців, що проголошують: «Продам горох зелений!», — було часом набагато менше, ніж тих, хто хотів його купити. Адже, наприклад, у Франції вже в шістнадцятому столітті горох вживали в їжу представники всіх верств населення.

## Світовий ринок гороху
Країнами-лідерами з виробництва гороху є Канада, Росія, Франція, Китай, Індія. За прогнозами Американської ради гороху і сочевиці, посівні площі гороху у 2013 році становили 5720 тис. га, а виробництво становило 9478 тис. т.

### Український ринок гороху
Горох здебільшого вирощують аграрії південних і східних областей.
Більш ніж половина посівів гороху протягом останніх кількох років була зосереджена в Одеській (у 2011 році — 68,4 тис. га), Харківській (32,6 тис. га), Запорізькій (25,7 тис. га), Миколаївській (19, 4 тис. га) та Кіровоградській (18,2 тис. га) областях. Слід сказати, що площі вирощування гороху в Україні відносно невеликі.
За даними статистики, в 2012/13 роках основними покупцями українського гороху є Індія, Пакистан і Туреччина.

## Значення та використання
Вирощують посівний горох дуже давно, ще справіку. Його предки — це дикорослі види гороху, які ростуть на альпійських луках в горах Кавказу, Індії, Афганістану. Також як дикорослі види, горох посівний стійкий до холоду і швидко зростає, адже в горах йому потрібно було рости серед дуже високих трав альпійських лугів. Горох належить до холодостійких рослин. У зв'язку з цим, ранньою весною або пізньою восени під зиму можна висаджувати його насіння у ґрунт.
До складу насіння входять насичені жирні кислоти, харчові волокна, вуглеводи, мінеральні та вітамінні речовини. Ця рослина може похвалитися великим вмістом магнію, кальцію, фосфору, калію, сірки і хлору. Крім цього, горох містить такі мікроелементи як цинк, залізо, йод, марганець, мідь, хром, селен, молібден, фтор, нікель, стронцій та інші. Значний вміст білка дозволяє гороху замінювати в харчуванні м'ясні продукти. Він відмінно перетравлюється і засвоюється організмом.
Горох підвищує працездатність, поліпшує мозкову діяльність, нормалізує роботу травної системи. Завдяки наявності в горосі антиоксидантів, він сприяє підтримці молодості і краси, а також стимулює складні процеси регенерації в органах і тканинах. Така рослина володіє великою кількістю незамінних амінокислот, крохмалю і рослинного жиру, а також корисних ферментів і клітковини.
Використовують горох для годування худоби. Зелена маса, зерно і солома гороху володіють високими кормовими якостями. У перерахунку на суху речовину вміст сирого протеїну в зеленій масі гороху досягає 25 %, а в соломі — 7,5 %.
Коренева система гороху виділяє в ґрунт активні хімічні сполуки, що підвищують розчинність знаходяться в ній мінеральних солей. Створюється дрібнокомкова структура ґрунту і підвищується доступність елементів живлення кореневою системою рослин.
Горох споживає з повітря азот внаслідок діяльності азотфіксуючого бобово-ризобіального комплексу. Біологічно пов'язаний горохом азот повністю споживається рослинами і не забруднює навколишнє середовище. На кожному гектарі ним акумулюється до 50 … 100 кг природного азоту, що позитивно позначається на родючості ґрунтів і врожайності наступних культур у сівозміні.
Крім того, горох має мало спільних патогенів зі злаковими, тому він покращує фітосанітарні характеристики ґрунту. Це хороший попередник для всіх культур, крім бобових.